# 懐化県 (大連市)
懐化県（かいか-けん）は中華人民共和国遼寧省にかつて存在した県。現在の大連市金州区の一部に相当する。
遼代に設置され、金代に廃止された。